# Blur: The Best Of
| 전문가 평가                   | 전문가 평가 |
| 총 점수                       | 총 점수     |
| 출처                          | 점수        |
| ----------------------------- | ----------- |
| 메타크리틱                    | 88/100      |
| 평가 점수                     |             |
| 출처                          | 점수        |
| AllMusic                      | [ 2 ]       |
| Drowned in Sound              | 6/10        |
| Encyclopedia of Popular Music | [ 4 ]       |
| Entertainment Weekly          | A−          |
| NME                           | 9/10        |
| Pitchfork                     | 8.6/10      |
| Q                             | [ 8 ]       |
| Robert Christgau              | A−          |
| The Rolling Stone Album Guide | [ 10 ]      |
| Wall of Sound                 | 86/100      |

《Blur: The Best Of》는 영국의 브릿팝 밴드 블러의 컴필레이션 음반으로, 2000년 말에 처음 발매되었고 푸드 레코드의 마지막 블러 음반이다. CD, 카세트 테이프, 미니디스크, 더블 12인치 바이닐 레코드, DVD 및 VHS로 발매되었다. CD에는 1990년부터 2000년까지 블러의 23개 싱글 중 17개와 싱글이 아닌 〈This Is a Low〉가 포함되어 있다. CD 버전의 스페셜 에디션에는 라이브 CD가 포함되어 있다. DVD/VHS 버전에는 블러의 첫 22개 싱글 음반의 비디오가 포함되어 있다.

## 배경
이 음반은 지속적인 판매를 통해 2000년 가을 밴드의 모국인 영국에서 3위를 차지했고, 미국 차트는 186위를 기록했다. 커버 아트는 아티스트 줄리언 오피가 맡았다. 이 블러 음반의 그림은 잉글랜드 런던의 국립 초상화 미술관에서 확인할 수 있다.
이 음반은 긍정적인 비평적 반응을 얻었다. 인기 리뷰 애그리게이터 웹사이트 메타크리틱이 주목할 만한 출판물에서 수집한 리뷰 중 이 음반은 88%의 전반적인 지지율을 기록하고 있다.
2009년 3월 7일에 끝난 차트에서 《뮤직 위크》는 이 음반이 영국에서 100만 장 이상의 판매고를 올렸다고 보도했다.

## 곡 목록
모든 곡들은 특별한 언급이 없는 한 데이먼 알반, 그레이엄 콕슨, 알렉스 제임스, 데이브 론트리에 의해 작사/작곡하였다.
| #   | 제목                                                       | 음반                                | 재생 시간 |
| --- | ---------------------------------------------------------- | ----------------------------------- | --------- |
| 1.  | 〈Beetlebum〉                                              | 《Blur》 (1997년)                   | 5:05      |
| 2.  | 〈Song 2〉                                                 | 《Blur》                            | 2:02      |
| 3.  | 〈There's No Other Way (Edited version)〉                  | 《Leisure》 (1991년)                | 3:14      |
| 4.  | 〈The Universal〉                                          | 《The Great Escape》 (1995년)       | 4:00      |
| 5.  | 〈Coffee & TV (Single edit)〉                              | 《13》 (1999년)                     | 5:18      |
| 6.  | 〈Parklife〉                                               | 《Parklife》 (1994년)               | 3:07      |
| 7.  | 〈End of a Century〉                                       | 《Parklife》                        | 2:47      |
| 8.  | 〈No Distance Left to Run〉                                | 《13》                              | 3:26      |
| 9.  | 〈Tender〉                                                 | 《13》                              | 7:41      |
| 10. | 〈Girls & Boys (Single edit)〉                             | 《Parklife》                        | 2:47      |
| 11. | 〈Charmless Man〉                                          | 《The Great Escape》                | 3:33      |
| 12. | 〈She's So High (Edited version)〉                         | 《Leisure》                         | 3:49      |
| 13. | 〈Country House〉                                          | 《The Great Escape》                | 3:57      |
| 14. | 〈To the End (Edited version)〉                            | 《Parklife》                        | 3:51      |
| 15. | 〈On Your Own〉                                            | 《Blur》                            | 4:27      |
| 16. | 〈This Is a Low (Edited version)〉                         | 《Parklife》                        | 5:02      |
| 17. | 〈For Tomorrow (Visit to Primrose Hill extended version)〉 | 《Modern Life Is Rubbish》 (1993년) | 6:02      |
| 18. | 〈Music Is My Radar〉                                      | 비음반 싱글                         | 5:29      |

## 인증
| 국가                                                  | 인증        | 판매량/출하량 |
| ----------------------------------------------------- | ----------- | ------------- |
| 오스트레일리아 (ARIA)                                 | 골드        | 35,000^       |
| 뉴질랜드 (RMNZ)                                       | 플래티넘    | 15,000^       |
| 영국 (BPI)                                            | 4× 플래티넘 | 1,430,011     |
| 요약                                                  |             |               |
| 유럽 (IFPI)                                           | 플래티넘    | 1,000,000*    |
| *판매량을 기반으로 한 인증 ^출하량을 기반으로 한 인증 |             |               |